# (134160) Pluis
(134160) Pluis (2005 BE3) – planetoida z pasa głównego asteroid okrążająca Słońce w ciągu 5,13 lat w średniej odległości 2,97 j.a. Odkryta 16 stycznia 2005 roku.